# ハートアタック・アンド・ヴァイン
ハートアタック・アンド・ヴァイン（Heartattack and Vine）は、トム・ウェイツが1980年に発表したアルバム。トムにとって、アサイラム・レコードからの最後のオリジナル・アルバムとなった。

## 解説
アルバム・ジャケットは新聞を模したデザインで、曲名と歌詞が印刷されている。
「ジャージー・ガール」は、本作のレコーディング終了後にトムの妻となるキャスリーン・ブレナンに捧げられており、「ルビーズ・アームズ」は、かつての恋人リッキー・リー・ジョーンズとの別れを歌った曲。
「オン・ザ・ニッケル」は、1980年に公開された同名映画の主題歌。「ハートアタック・アンド・ヴァイン」は2004年の映画『ヘルボーイ』で使用された。

## 収録曲
全曲トム・ウェイツ作。
1. ハートアタック・アンド・ヴァイン - "Heartattack and Vine" - 4:42
2. イン・シェイズ - "In Shades" - 4:04
3. セイヴィング・オール・マイ・ラヴ・フォー・ユー - "Saving All My Love for You" - 3:39
4. ダウンタウン - "Downtown" - 4:43
5. ジャージー・ガール - "Jersey Girl" - 5:09
6. ティル・ザ・マネー・ランズ・アウト - "'Til the Money Runs Out" - 4:20
7. オン・ザ・ニッケル - "On the Nickel" - 6:17
8. ミスター・シーガル - "Mr. Siegal" - 5:13
9. ルビーズ・アームズ - "Ruby's Arms" - 5:35

## カヴァー
- 「ハートアタック・アンド・ヴァイン」は、スクリーミン・ジェイ・ホーキンズが『Black Music for White People』（1991年）でカヴァーしたが、1993年、このヴァージョンがリーバイスのテレビCMに使われたため、自作曲をテレビCMに使用されることを嫌うトムがリーバイスを訴える[3]。
- 「ジャージー・ガール」は、ブルース・スプリングスティーンがライヴで取り上げ、1981年7月9日のイーストラザフォード公演の音源が、シングル「カヴァー・ミー」（1984年）やライヴ音源集『The "Live" 1975-1985』（1986年）に収録。1981年8月24日に行われたブルースのロサンゼルス公演では、トムがゲスト参加して、ブルースとトムが同曲をデュエット[1]。
- 友部正人のCDシングル「LOVE ME TENDER」(1992年)には、「ジャージー・ガール」を日本語詞で歌ったヴァージョン収録[4]。

## 参加ミュージシャン
- トム・ウェイツ - ボーカル、エレクトリックギター、ピアノ
- ローランド・バウティスタ - エレクトリックギター
- マイケル・ラング - ピアノ
- ロニー・バロン - ハモンドオルガン
- ラリー・テイラー - ベース
- ジム・ヒューアート - ベース
- グレッグ・コーエン - ベース
- "ビッグ・ジョン"トーマシー - ドラムス
- ヴィクター・フェルドマン - パーカッション
- プラス・ジョンソン - サックス
- ボブ・アルシヴァー - ストリングス・アレンジ、オーケストラ・アレンジ、指揮
- ジェリー・イエスター - オーケストラ・アレンジ、指揮